# Sansai
Sansai (三才) é um kata do caratê, que foi criado pelo mestre Seiken Shukumine, fundador do estilo Gensei-ryu, como forma de sintetizar as técnicas do estilo pela compilação das formas Ten-i, Chi-i e Jin-i.

## Características
Logo de início, no primeiro kyodo, há uma explosão de energia com uma sequência de quatro golpes.